# Frênes
Pour les articles ayant des titres homophones, voir Fresnes et Frêne (homonymie).
Frênes est une ancienne commune française, située dans le département de l'Orne en région Normandie, devenue le 1er janvier 2015 une commune déléguée au sein de la commune nouvelle de Tinchebray-Bocage.
Elle est peuplée de 816 habitants,

## Géographie
La commune est en Bocage flérien. Son bourg est à 4,5 km au nord-est de Tinchebray, à 11 km au nord-ouest de Flers et à 13 km au sud-ouest de Condé-sur-Noireau.
La route départementale no 924 (ancienne route nationale 24bis) traverse le sud du territoire et mène à  Flers à l'est et à Tinchebray et  Vire à l'ouest. Elle est rejointe hors de la commune, à l'ouest, par la D 911 (ancienne nationale 811) qui relie Tinchebray à Condé-sur-Noireau au nord-est. La D 54 permet de relier le bourg à chacun de ces deux axes et se prolonge au sud vers Chanu. La D 268 joint le bourg à Landisacq au sud-est et permet de rejoindre Flers par la D 924 plus rapidement. Partant du bourg vers l'est, la D 815 mène vers Cerisy-Belle-Étoile. Les accès les plus communs sont du sud ou de l'est par Flers, de l'ouest par Tinchebray et du nord par Condé-sur-Noireau. La gare la plus proche est celle de Flers, sur la ligne Paris-Granville, à 11 km.
Frênes est dans le bassin de l'Orne, par son affluent le Noireau qui traverse le nord-ouest du territoire. Son affluent de rive gauche, le Vautigé, en marque la limite au nord, tandis que trois de ses affluents de rive droite traversent le territoire du sud vers le nord : le ruisseau de Corruelle — qui passe à l'est du bourg —, le ruisseau des Nussons et le ruisseau des Fontaines. Un autre affluent de rive droite, le ruisseau de la Gaillardière, délimite l'ouest du territoire.
Le point culminant (303 m) se situe au sud-est, au mont Crespin. Le point le plus bas (132 m) correspond à la sortie du Noireau du territoire, au nord. La commune est bocagère.
Le climat est océanique, comme dans tout l'Ouest de la France. La station météorologique la plus proche est Caen-Carpiquet, à 48 km, mais Alençon-Valframbert et Granville-Pointe du Roc sont à moins de 70 km. Le Bocage flérien s'en différencie toutefois pour la pluviométrie annuelle qui, à Frênes, avoisine les 1 000 mm.
| Montsecret (comm. nouv. de Montsecret-Clairefougère), Saint-Quentin-les-Chardonnets (par un angle) | Montsecret (comm. nouv. de Montsecret-Clairefougère) | Montsecret (comm. nouv. de Montsecret-Clairefougère) |
| Tinchebray (comm. nouv. de Tinchebray-Bocage)                                                      | Frênes                                               | Cerisy-Belle-Étoile                                  |
| Tinchebray (comm. nouv. de Tinchebray-Bocage)                                                      | Landisacq                                            | Landisacq                                            |

## Toponymie
Le frêne, du latin fraxinus, arbre des forêts tempérées, adapté aux bocages, est à l'origine du toponyme.
Le gentilé est Frênois.

## Historique
Frênes est un centre protestant depuis le XVIe siècle.
La voie romaine Vieux - Jublains traverse les villages de la Cochetterie, la Motte-Bigot, la Brigaudière, les Bruyères. Elle continue vers Chanu, Landisacq, Saint-Cornier-des-Landes constituant souvent les limites territoriales des communes. Elle se dirige ensuite vers la commune du Châtellier où existait un camp romain. Comme toutes les voies romaines, son tracé est rectiligne et évite les cours d'eau et ruisseaux.
Le 1er janvier 2016, Frênes intègre avec six autres communes la commune de Tinchebray-Bocage créée sous le régime juridique des communes nouvelles instauré par la loi no 2010-1563 du 16 décembre 2010 de réforme des collectivités territoriales. Les communes de Beauchêne, Frênes, Larchamp, Saint-Cornier-des-Landes, Saint-Jean-des-Bois, Tinchebray et Yvrandes deviennent des communes déléguées et Tinchebray est le chef-lieu de la commune nouvelle.

## Politique et administration
| Période                                  | Période       | Identité          | Étiquette | Qualité                |
| ---------------------------------------- | ------------- | ----------------- | --------- | ---------------------- |
| 1995                                     | mars 2014     | André Dupré       | SE        | Retraité (métallurgie) |
| mars 2014                                | décembre 2014 | Gilles Lemaréchal | SE        | Chargé de mission      |
| Les données manquantes sont à compléter. |               |                   |           |                        |

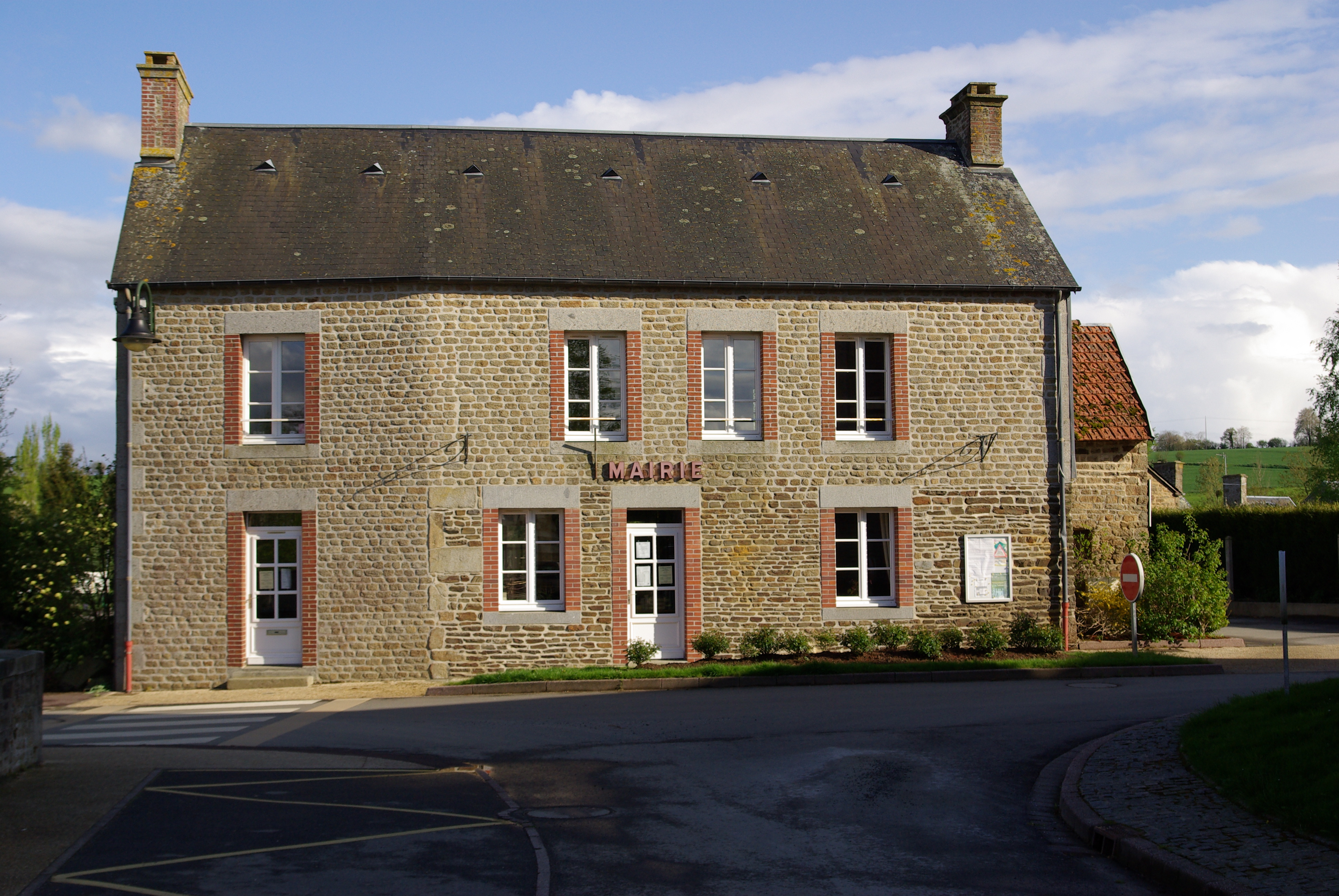
La mairie.

Le conseil municipal était composé de quinze membres dont le maire et quatre adjoints. Ces conseillers intègrent au complet le conseil municipal de Tinchebray-Bocage le 1er janvier 2015 jusqu'en 2020 et Gilles Lemaréchal devient maire délégué.

## Démographie
En 2021, la commune comptait 816 habitants. Depuis 2004, les enquêtes de recensement dans les communes de moins de 10 000 habitants ont lieu tous les cinq ans (en 2005, 2010, 2015, etc. pour Frênes) et les chiffres de population municipale légale des autres années sont des estimations.
Frênes a compté jusqu'à 2 188 habitants en 1851.
| 1793  | 1800  | 1806  | 1821  | 1831  | 1836  | 1841  | 1846  | 1851  |
| ----- | ----- | ----- | ----- | ----- | ----- | ----- | ----- | ----- |
| 1 960 | 2 038 | 2 049 | 2 044 | 2 070 | 2 116 | 2 177 | 2 178 | 2 188 |

| 1856  | 1861  | 1866  | 1872  | 1876  | 1881  | 1886  | 1891  | 1896  |
| ----- | ----- | ----- | ----- | ----- | ----- | ----- | ----- | ----- |
| 2 146 | 2 137 | 2 014 | 1 927 | 1 932 | 1 750 | 1 815 | 1 537 | 1 405 |

| 1901  | 1906  | 1911  | 1921  | 1926 | 1931 | 1936 | 1946 | 1954 |
| ----- | ----- | ----- | ----- | ---- | ---- | ---- | ---- | ---- |
| 1 254 | 1 238 | 1 210 | 1 016 | 996  | 934  | 870  | 855  | 793  |

| 1962 | 1968 | 1975 | 1982 | 1990 | 1999 | 2005 | 2010 | 2015 |
| ---- | ---- | ---- | ---- | ---- | ---- | ---- | ---- | ---- |
| 723  | 700  | 633  | 652  | 694  | 702  | 768  | 829  | 850  |

| 2018 | - | - | - | - | - | - | - | - |
| ---- | - | - | - | - | - | - | - | - |
| 821  | - | - | - | - | - | - | - | - |

## Lieux et monuments
- Église Notre-Dame-de-la-Visitation du XIXe siècle avec clocher du XVIIe.
- Temple protestant à la Rivière.
- Cimetière protestant au hameau de la Torrière à l'emplacement même d'un ancien temple. Ce temple dont il ne reste que la porte d'entrée a été détruit en 1680 sur ordre de Louis XIV. Ses pierres ont servi à la construction de la tour de l'actuelle église de Frênes qui porte la date de 1684.
- Au hameau du Mont-Crespin, emplacement d'une ancienne carrière de granite (propriété privée).
- Manoir de la Frichetière dont la date de construction est 1570 (propriété privée).
- Château du Rosel construit au XIXe siècle.

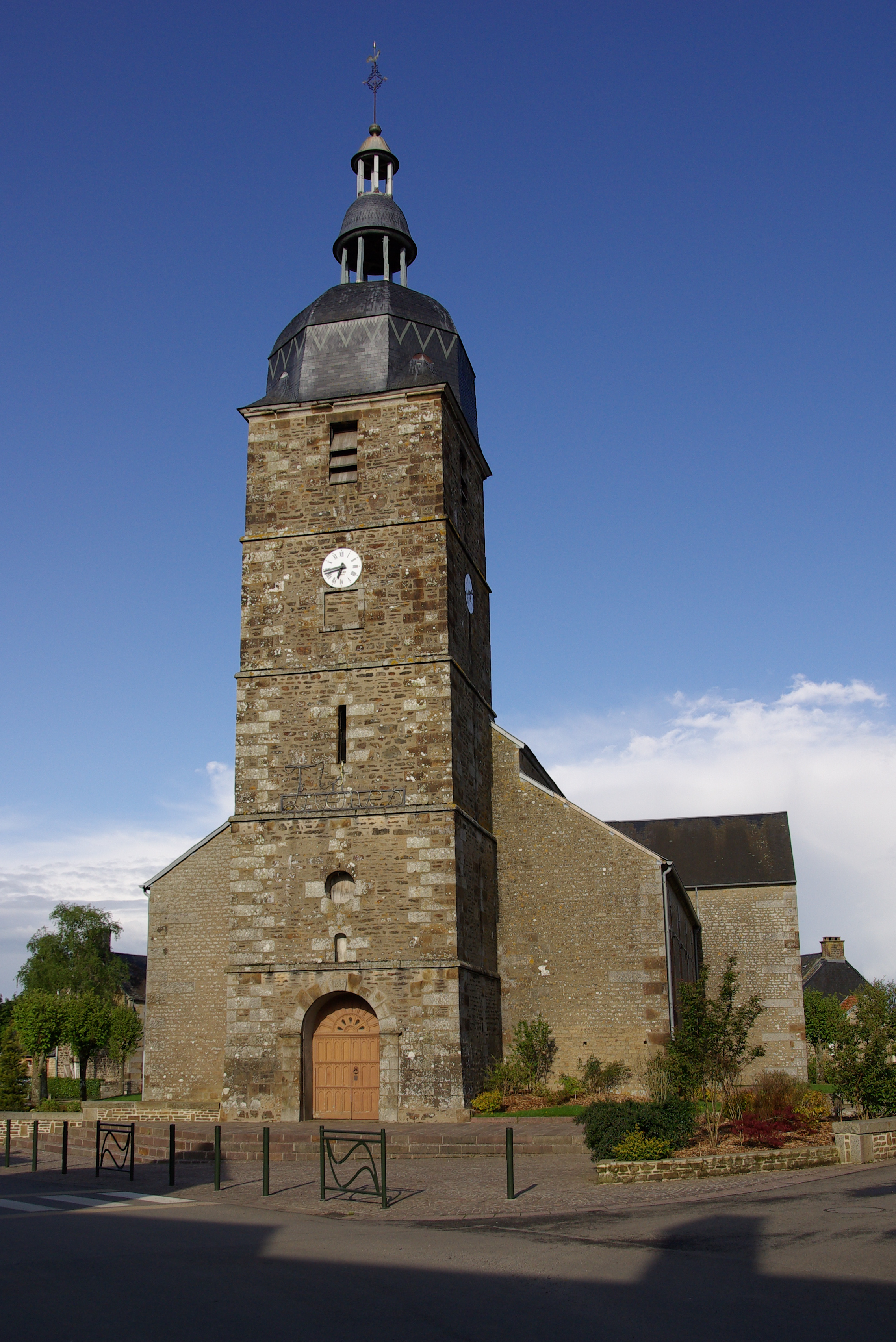
L'église Notre-Dame.
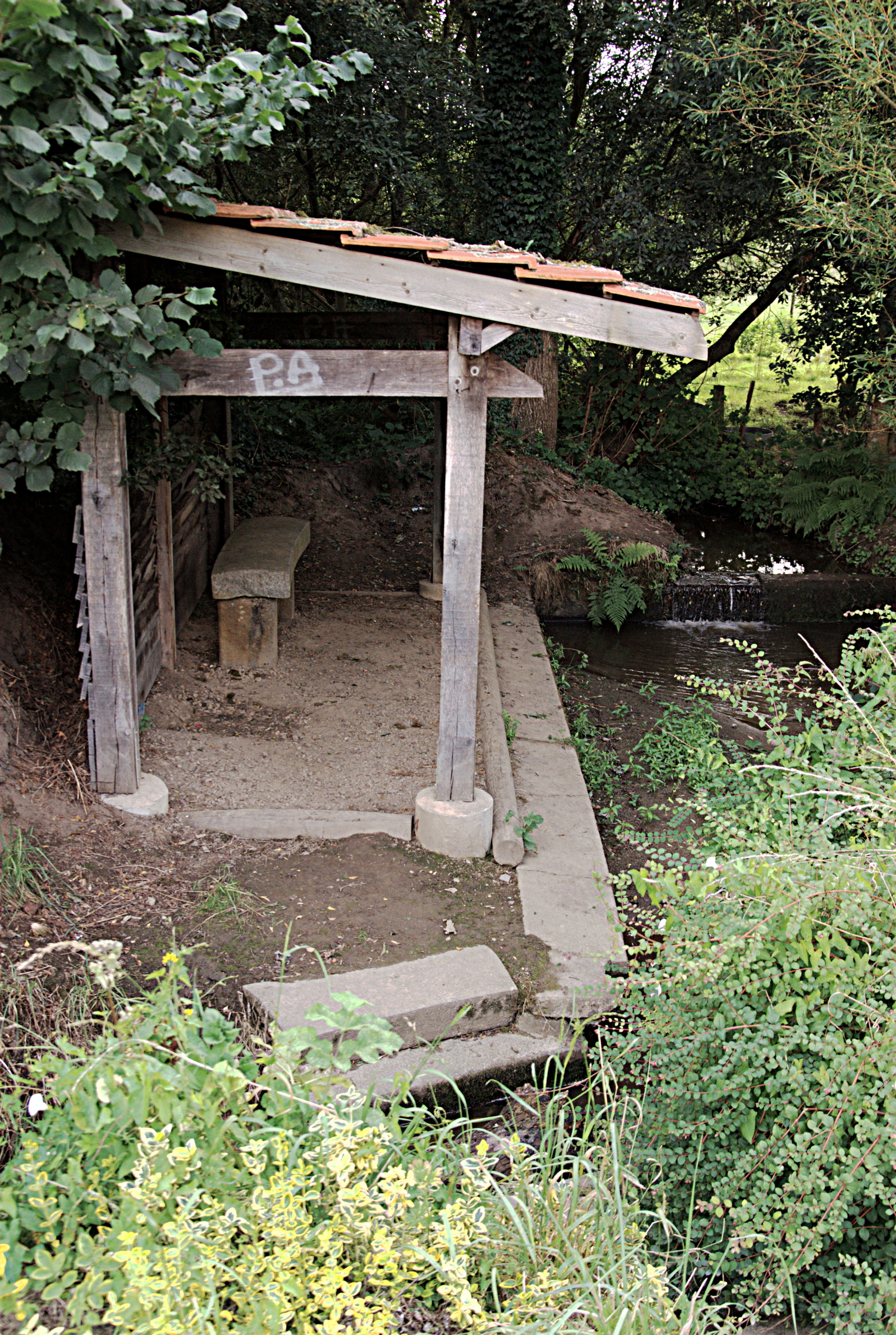
Le lavoir sur le ruisseau de Corruelle ; RD 268.

## Activité et manifestations

### Sports
L'Union sportive Frênes-Montsecret fait évoluer deux équipes de football en divisions de district.

## Personnalités liées à la commune
- Pierre-François Jamet (1762 à Fresnes - 1845), prêtre et recteur de l'université de Caen.
- Jean-Jacques Bazin (1767 à Fresnes - 1855), fondateur des sœurs de la Miséricorde de Sées[13]. Un procès de béatification est en cours depuis le milieu des années 2010[14].
- Octave Maillot (1860 à Frênes - 1949 à Frênes), écrivain normand.
- Amiral Jules Dumont d'Urville : au village de la Villière se trouve une des anciennes propriétés de la famille du célèbre navigateur.
- Émile et Denise Prestavoine sont reconnus Justes parmi les nations pour avoir caché un jeune Juif à Frênes.
- Vicomte Aymard de Banville, photographe, maire de Frênes. Précurseur en matière de photographie, le vicomte Aymard de Banville a été le photographe de la mission en Egypte des années 1863 et 1864 dirigée par Emmanuel de Rougé[15].